# め

平假名め

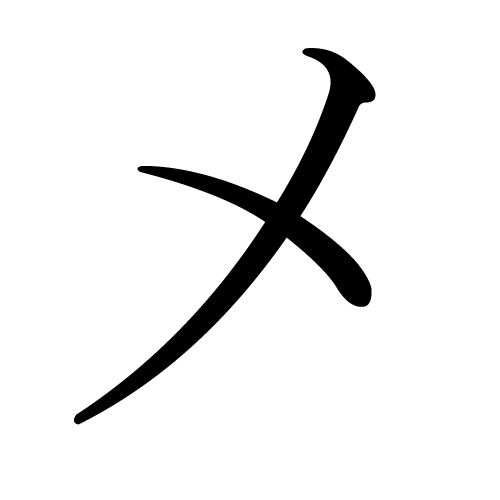
片假名メ

平假名め和片假名メ是日语的假名之一，由一个音节组成。在日语五十音图中排第7行第4个（ま行え段）的位置。

## 筆劃順序

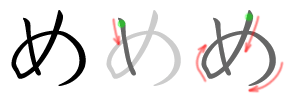
平假名め的筆劃順序

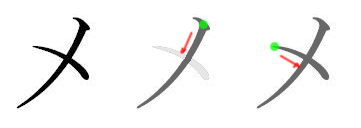
片假名メ的筆劃順序

## 關於め和メ
| 現代日語發音     | 由1個子音和1個母音形成／me̞／音    |
| 五十音顺序       | 第34位                            |
| 伊吕波顺序       | 第40位，「ゆ」之后、「み」之前    |
| 平假名「め」字源 | 「女」字的草書。                  |
| 片假名「メ」字源 | 「女」字的下半部。                |
| 日语罗马字       | 平文式罗马字：me 训令式罗马字：me |
| 点字：           | \| ●● \|                          |
| 通话表           | 「明治のメ」                      |
| 摩尔斯电码       | －・・・－                        |
| ●●               |                                   |

## 腳註

### 外部資料
- . 樂吃購日本.   [2024-03-08]. （原始内容存档于2024-03-08） （中文（臺灣））.